# Carlos Morris
Carlos Alberto Morris Salazar (Caracas, 10 novembre 1975 – Cumaná, 21 gennaio 2015) è stato un cestista venezuelano.

## Carriera
Con il Venezuela ha disputato due edizioni dei Campionati mondiali (2002, 2006).